# تشيك لانغ
تشيك لانغ (بالإنجليزية: Chick Lang)‏ هو فارس أمريكي، ولد في يوليو 1905 في هاميلتون في كندا، وتوفي في 14 يونيو 1947.